# Cheiloneurus chinensis
Cheiloneurus chinensis is een vliesvleugelig insect uit de familie Encyrtidae. De wetenschappelijke naam is voor het eerst geldig gepubliceerd in 1994 door Shi, Wang, Si & Wang.